# Matala
Matala (grško Μάταλα) je vas, ki leži 75 km jugozahodno od Irakliona na Kreti v Grčiji. Matala je del skupnosti Pitsidia v občinski enoti Timpaki, občina Fajstos, regionalna enota Iraklion.
Matala ima vroče poletno sredozemsko podnebje (Köppnova podnebna klasifikacija: Csa). Matala doživlja vroča, zelo suha poletja in zelo blage, mokre zime.

## Zgodovina
Jame v pečini zaliva Matala so nastale v mlajši kameni dobi. Matala je bila pristanišče Fajstosa v minojskem obdobju. Leta 220 pr. n. št. so Matalo zasedli Gortinijci, v rimskem obdobju pa je Matala postala pristanišče Gortis. Domneva se, da so bile jame nekoč uporabljene kot grobnice, vendar je bolj verjetno, da so bile uporabljene kot bivalni prostori, glede na njihovo prostornino (trupla ne potrebujejo toliko prostora za sprehod). Ena od jam se imenuje Brutospeliana, ker jo je po legendi obiskoval rimski general Mark Junij Brut.
Matala je bila takrat ribiška vas. V 1960-ih so jame zasedli hipiji, ki sta jih kasneje izgnali cerkev in vojaška hunta. Matala je zdaj močno zgrajena turistična destinacija, ki se opira na izlete z avtobusi in poletne obiskovalce. Obstaja veliko trgovin z darili in barov. Hipijevsko zgodovino Matale praznujemo med 3-dnevnim festivalom Matala Beach Festival, ki poteka vsako leto junija (od leta 2011).

## Mitologija
Ko je Zevs zapeljal princeso Evropo v obliki belega bika, je prečkal morje in jo pripeljal na plažo Matala. Tam se je spremenil v orla in jo odnesel do Gortisa, kjer je imel z njo spolne odnose.

## V popularni kulturi
- V Command & Conquer: Generals Zero Hour USS Reagan skupaj s podporno skupino letalskih prevoznikov, zasidrano v Matali, in pomorsko bazo na otoku uničijo sile GLA.
- V zgodovinskem pustolovskem romanu Simona Scarrowa, The Gladiator, protagonisti naplavijo svojo poškodovano ladjo tik pred Matalo, potem ko jo je poškodoval cunami.
- Izkušnje kanadske pevke in glasbenice Joni Mitchell s hipiji Matala so bile ovekovečene v njenih pesmih Carey in California na njenem albumu Blue iz leta 1971. Poleti 1969 je nekaj tednov preživela v jamah Matala.[4]